# Topica
Les Topica sont un traité rhétorique de Cicéron écrit en juillet 44 av. J.-C. C’est le dernier texte de Cicéron concernant la rhétorique, qu’il rédige en quelques jours en attendant de s’embarquer pour quitter l'Italie livrée à Marc Antoine et rejoindre son fils à Athènes.

## Date
Les circonstances de la rédaction des Topica sont bien connues par une lettre que Cicéron envoya à son ami Atticus pour lui narrer son voyage. L'ouvrage est écrit entre l'escale du 20 juillet à Vélia et celle de Rheggium, atteinte le 28 juillet. La lente navigation menée à la rame en raison des vents contraires laisse à Cicéron le temps de la rédaction, faite de mémoire en une semaine.

## Contenu
L'ouvrage est adressé à son ami le juriste Trebatius Testa, qui avait prié Cicéron de lui donner un exposé explicatif et simplifié des huit livres des Topiques, règles définies par Aristote sur les topoï, éléments de l’argumentation. Les topoi (ou loci communes en latin) sont, selon Aristote, les lieux communs où l’on peut trouver des arguments qui peuvent être employés lors de la préparation d’un discours ou de tout autre ouvrage. Destinés à un juriste comme Testa, les exemples appartiennent presque tous au discours judiciaire.
L'ouvrage comporte vingt-six chapitres. Après son introduction, Cicéron subdivise en lieux intrinsèques, liés au sujet du discours, et lieux extrinsèques ou accessoires, non liés au sujet. Il développe ensuite les premiers lieux, du chapitre V au chapitre XIX, et les seconds, dans les deux chapitres suivants. À la suite de ces règles, il distingue les différentes espèces d'arguments, selon les questions à traiter; Il distingue les thèses générales et particulières, subdivisées elles-mêmes en questions de théorie et questions de pratique, et assigne enfin à ces dernières les trois genres classiques de la rhétorique : le discours judiciaire, le discours délibératif, le discours démonstratif.